# Вермільйон (округ, Іллінойс)
Шаблон:StateAbbr_ 40°11′ пн. ш. 87°44′ зх. д. / 40.18° пн. ш. 87.74° зх. д.
Округ  Вермільйон (англ. Vermilion County) — округ у штаті  Іллінойс, США. Ідентифікатор округу 17183.

## Історія
Округ утворений 1826 року.

## Демографія
За даними перепису 
2000 року 
загальне населення округу становило 83919 осіб, зокрема міського населення було 59095, а сільського — 24824.
Серед мешканців округу чоловіків було 41291, а жінок — 42628. В окрузі було 33406 домогосподарств, 22313 родин, які мешкали в 36349 будинках.
Середній розмір родини становив 2,96.
Віковий розподіл населення поданий у таблиці:
| Стать    | До 15 років | 15-21 | 22-29 | 30-39 | 40-49 | 50-65 | 65-85 | Понад 85 |
| -------- | ----------- | ----- | ----- | ----- | ----- | ----- | ----- | -------- |
| Чоловіки | 8844        | 3956  | 4319  | 5802  | 6182  | 6679  | 5056  | 453      |
| Жінки    | 8507        | 3751  | 3813  | 5531  | 6087  | 7023  | 6763  | 1153     |

## Суміжні округи
- Іроквай – північ
- Бентон, Індіана – північний схід
- Воррен, Індіана – схід
- Вермільйон, Індіана – південний схід
- Едґар – південь
- Дуглас - південний захід
- Шампейн – захід
- Форд – північний захід

## Виноски
1. ↑  US Decennial Census. Census.gov. Архів оригіналу за 26 квітня 2015. Процитовано 28 липня 2013.
2. ↑  Annual Estimates of the Resident Population: April 1, 2010 to July 1, 2012. Census.gov. Архів оригіналу за 7 липня 2013. Процитовано 28 липня 2013.
3. ↑  American FactFinder. Бюро перепису населення США. Архів оригіналу за 26 лютого 2012. Процитовано 31 січня 2008.

| США | Це незавершена стаття з географії США. Ви можете допомогти проєкту, виправивши або дописавши її. |